# 대한민국-모로코 관계
대한민국-모로코 관계는 대한민국과 모로코 간의 양국 관계를 뜻한다.

## 상세
대한민국과 모로코는 1962년 7월 6일에 수교에 합의하였다. 한국은 모로코 라바트에 동년 9월 6일에 한국대사관을 설치하였으며, 모로코는 1988년 12월에 서울에 모로코 대사관을 설치하였다. 한국과 모로코는 다양한 협정을 체결하였으며, 한국은 한국국제협력단을 통해서 모로코를 지원하고 있다. 양국은 한-아프리카 정상회의에서 양자 외교장관회담을 갖었다.

## 연혁
- 1962년 외교 관계 수립 합의
- 2022년 수교 60주년 기념[4]

## 같이 보기
- 모로코의 대외 관계
- 대한민국의 대외 관계